# Șăulia
Șăulia é uma comuna romena localizada no distrito de Mureș, na região histórica da Transilvânia. A comuna possui uma área de 25.00 km² e sua população era de 2197 habitantes segundo o censo de 2007.